# 日高壮平
日高壮平（ひだか そうへい、1941年3月6日 - 2004年7月28日）は日本の大蔵官僚。血液型はO型。

## 来歴
東京都港区出身（父は大分県、母は富山県）。神奈川県立湘南高等学校、東京大学法学部第1類（私法コース）卒業。1963年4月 大蔵省入省（為替局総務課）。課長補佐時代は主に主税局と国際金融局で勤務。主計局主計官（運輸、郵政、電信電話担当）、主税局税制第二課長などを経て、1986年7月 大蔵大臣事務担当秘書官。1988年6月27日 大臣官房文書課長。1989年6月23日 近畿財務局長。1990年6月29日 大臣官房審議官（大臣官房担当）。1991年6月11日 日本銀行政策委員会大蔵省代表委員。同年10月4日 大臣官房総務審議官。1993年6月25日 証券局長。国税庁長官から事務次官となっている尾崎護は日高を大臣官房長にする意向だったが、主計官僚や主計局OBの力が強く、また近畿財務局長時代になった病気のこともあったため、尾崎の後に事務次官に就いた斎藤次郎の押す小村武が大臣官房長となり、日高は証券局長となった。1996年1月5日 国税庁長官。1997年7月15日 退官。1999年1月 中小企業金融公庫副総裁（〜2002年1月）。2003年4月 金融情報システムセンター理事長。
2004年7月28日午後2時、心不全のため、都内の病院で死去。63歳没。

## 職歴
- 1963年4月：大蔵省入省（為替局総務課）[3]
- 1965年10月：大臣官房付（外務研修）
- 1966年4月：財務参事官付連絡係長[7]
- 1966年10月：外務省在ニューヨーク日本国総領事館副領事
- 1970年7月：主税局税制第二課長補佐（消費税）[8]
- 1973年7月：主税局税制第一課長補佐
- 1974年7月：主税局税制第三課長補佐
- 1975年7月：国際金融局調査課長補佐（総括）[9]
- 1976年12月：大阪税関総務部長
- 1978年7月：国際金融局総務課長補佐（総括）[10]
- 1979年7月：大臣官房付 兼 内閣官房長官事務担当秘書官
- 1982年11月：主計局調査課長
- 1983年6月：主計局主計官（運輸、郵政、電信電話担当）
- 1985年6月：主税局税制第二課長
- 1986年7月：大蔵大臣事務担当秘書官
- 1988年6月：大臣官房文書課長
- 1989年6月：近畿財務局長
- 1990年6月：大臣官房審議官（大臣官房担当）
- 1991年6月：日本銀行政策委員会大蔵省代表委員
- 1991年10月：大臣官房総務審議官
- 1993年6月：証券局長
- 1996年1月：国税庁長官
- 1997年7月：退官